# ERAS
ERAS (англ. ES cell expressed Ras) – білок, який кодується однойменним геном, розташованим у людей на короткому плечі X-хромосоми. Довжина поліпептидного ланцюга білка становить 233 амінокислот, а молекулярна маса — 25 287.
| 10         |  | 20         |  | 30         |  | 40         |  | 50         |
| ---------- |  | ---------- |  | ---------- |  | ---------- |  | ---------- |
| MELPTKPGTF |  | DLGLATWSPS |  | FQGETHRAQA |  | RRRDVGRQLP |  | EYKAVVVGAS |
| GVGKSALTIQ |  | LNHQCFVEDH |  | DPTIQDSYWK |  | ELTLDSGDCI |  | LNVLDTAGQA |
| IHRALRDQCL |  | AVCDGVLGVF |  | ALDDPSSLIQ |  | LQQIWATWGP |  | HPAQPLVLVG |
| NKCDLVTTAG |  | DAHAAAAALA |  | HSWGAHFVET |  | SAKTRQGVEE |  | AFSLLVHEIQ |
| RVQEAMAKEP |  | MARSCREKTR |  | HQKATCHCGC |  | SVA        |  |            |

A: Аланін

C: Цистеїн

D: Аспарагінова кислота

E: Глутамінова кислота

F: Фенілаланін

G: Гліцин

H: Гістидин

I: Ізолейцин

K: Лізин

L: Лейцин

M: Метіонін

N: Аспарагін

P: Пролін

Q: Глутамін

R: Аргінін

S: Серин

T: Треонін

V: Валін

W: Триптофан

Кодований геном білок за функцією належить до ліпопротеїнів. 
Задіяний у такому біологічному процесі, як метилювання. 
Білок має сайт для зв'язування з нуклеотидами, ГТФ. 
Локалізований у клітинній мембрані, мембрані.